# 拜赞歌
拜赞歌是祷告歌的一种。拜赞（讚頌）歌没有固定的形式，可以如曼怛罗和吉尔坦一样简单，也可以如克里提和德鲁帕德一样复杂。拜赞歌是奉爱瑜伽的一种。它从印度傳統音樂中形成。
拜赞歌通过简短的抒情诗表达对神的爱。
经文中的插曲与轶事、圣人的教导、神的类型都是拜赞歌的内容。由拜赞歌所代表的奉爱运动从印度南部席卷到整个南亚。著名拜赞歌诗人有杜尔西达斯、苏达斯、迦比爾和米拉等，他们的作品影响了许多印度方言。在现代，VD Paluskar 和VN Bhatkhande将印度传统音乐——包括拜赞歌——结合起来。印度著名舞蹈家玛丽卡·沙拉瓦特的舞蹈也是基于拜赞歌而来。

## 图集

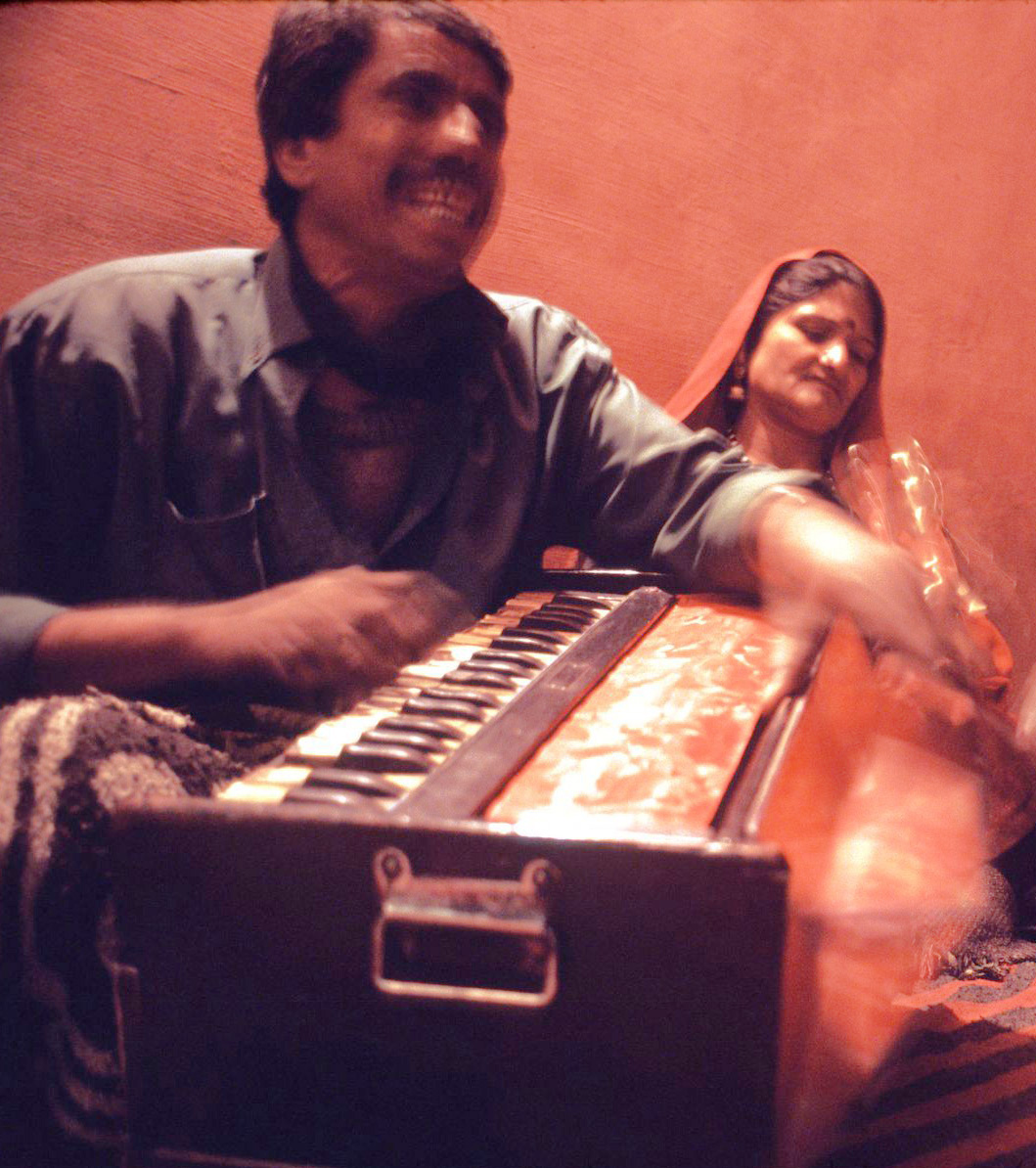
一名拜赞歌歌手
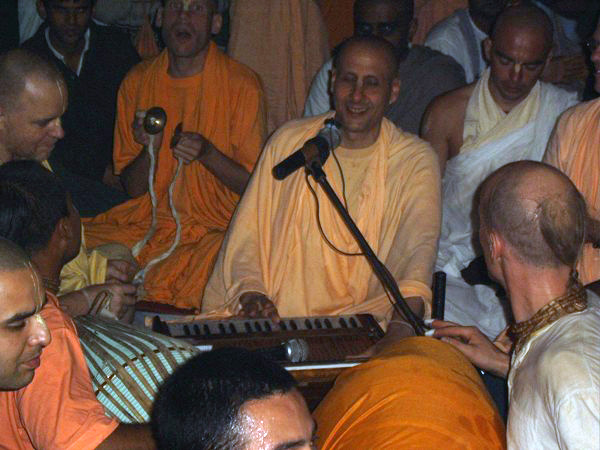
毗湿奴派信徒演奏拜赞歌